# La Fosse-de-Tigné
La Fosse-de-Tigné és un municipi francès situat al departament de Maine i Loira i a la regió de País del Loira. L'any 2007 tenia 184 habitants.

## Demografia

### Població
El 2007 la població de fet de La Fosse-de-Tigné era de 184 persones. Hi havia 76 famílies de les quals 20 eren unipersonals (12 homes vivint sols i 8 dones vivint soles), 32 parelles sense fills i 24 parelles amb fills.
La població ha evolucionat segons el següent gràfic:
Habitants censats

### Habitatges
El 2007 hi havia 104 habitatges, 84 eren l'habitatge principal de la família, 12 eren segones residències i 8 estaven desocupats. Tots els 103 habitatges eren cases. Dels 84 habitatges principals, 61 estaven ocupats pels seus propietaris, 22 estaven llogats i ocupats pels llogaters i 1 estava cedit a títol gratuït; 4 tenien dues cambres, 13 en tenien tres, 21 en tenien quatre i 46 en tenien cinc o més. 69 habitatges disposaven pel capbaix d'una plaça de pàrquing. A 39 habitatges hi havia un automòbil i a 36 n'hi havia dos o més.

### Piràmide de població
La piràmide de població per edats i sexe el 2009 era:
| Homes | Edats   | Dones |
| ----- | ------- | ----- |
| 0     | 95 o +  | 0     |
| 0     | 90 a 94 | 0     |
| 4     | 85 a 89 | 0     |
| 0     | 80 a 84 | 0     |
| 4     | 75 a 79 | 0     |
| 8     | 70 a 74 | 12    |
| 8     | 65 a 69 | 4     |
| 16    | 60 a 64 | 4     |
| 0     | 55 a 59 | 4     |
| 4     | 50 a 54 | 12    |
| 12    | 45 a 49 | 8     |
| 12    | 40 a 44 | 12    |
| 0     | 35 a 39 | 4     |
| 0     | 30 a 34 | 0     |
| 4     | 25 a 29 | 4     |
| 8     | 20 a 24 | 0     |
| 12    | 15 a 19 | 8     |
| 4     | 10 a 14 | 12    |
| 0     | 5 a 9   | 4     |
| 0     | 0 a 4   | 4     |

## Economia
El 2007 la població en edat de treballar era de 115 persones, 81 eren actives i 34 eren inactives. De les 81 persones actives 78 estaven ocupades (43 homes i 35 dones) i 3 estaven aturades (2 homes i 1 dona). De les 34 persones inactives 18 estaven jubilades, 5 estaven estudiant i 11 estaven classificades com a «altres inactius».

### Ingressos
El 2009 a La Fosse-de-Tigné hi havia 93 unitats fiscals que integraven 220 persones, la mediana anual d'ingressos fiscals per persona era de 15.830,5 €.

### Activitats econòmiques
Dels 5 establiments que hi havia el 2007, 1 era d'una empresa de comerç i reparació d'automòbils, 1 d'una empresa financera, 2 d'empreses de serveis i 1 d'una entitat de l'administració pública.
L'any 2000 a La Fosse-de-Tigné hi havia 12 explotacions agrícoles que ocupaven un total de 250 hectàrees.

## Poblacions més properes
El següent diagrama mostra les poblacions més properes.